# Illusion of Time
Illusion of Time, conocido en Japón como ガイア幻想紀 (Gaia Gensōki) y en Estados Unidos como Illusion of Gaia, es un videojuego del género ARPG lanzado en 1995 (fecha europea) para la consola Super Nintendo. Fue desarrollado por Quintet. Enix publicó el juego en Japón, y Nintendo en Europa lo publicó en cuatro idiomas: inglés, francés, español y alemán.
Illusion of Time es el segundo juego en la saga Heaven and Earth Saga (que consiste en Soul Blazer, Illusion of Time y Terranigma), y aunque oficialmente no son secuelas directas, hay muchas similitudes tanto en la jugabilidad como en los temas en la historia entre los tres títulos.
La banda sonora fue creada por Yasuhiro Kawasaki, la artista manga Mōto Hagio creó los diseños de los personajes y la novelista Mariko Ohara trabajó en el guion.

## Jugabilidad
Aunque Illusion of Time tiene un largo reparto de personajes, Will, Freedan y Shadow son los únicos personajes jugables en el juego, pudiéndose alternar entre ellos en los llamados "Espacios Oscuros". Cada uno de ellos tiene habilidades únicas, y ciertas áreas no pueden ser atravesadas sin un personaje específico. En otros casos se ofrece la opción de alternar simplemente para derrotar más fácilmente a los enemigos de una determinada mazmorra. Por ejemplo, en algunas mazmorras, la espada de Freedan es imprescindible para alcanzar interruptores fuera del alcance de Will, en otros casos es necesario interpretar una melodía aprendida, para lo que se requiere que Will toque la flauta. A lo largo del juego se consiguen técnicas para cada personaje, como el Psycho Dash o el Psycho Slide de Will o el Dark Friar de Freedan.
Los personajes comparten los mismos números de vida y defensa, pero tienen diferentes niveles de fuerza. Freedan hace más daño que Will, y a su vez Shadow tiene más fuerza que Freedan.
Cada vez que todos los enemigos de una misma sala son eliminados, el jugador consigue una joya. Estas joyas incrementan el nivel de vida, ataque o defensa. Cuando un enemigo es derrotado, también dejan unas piedrecillas. Al recoger cien de éstas, puedes recomenzar la partida cerca de donde lo habías dejado en caso de que el personaje muera.
El combate es relativamente simple. Los ataques son casi exclusivamente cuerpo a cuerpo; usando la flauta de Will, la espada Freedan o el seudópodo de Shadow, además de las técnicas específicas de cada personaje. La barra de vida de los enemigos aparece mientras son atacados, mediante una serie de esferas rojas, que contrastan con las de la propia vida, que son azules. Una vez derrotados, los enemigos no aparecen a menos que Will muera. El juego es lineal, es decir, no se puede volver atrás a las localizaciones que se visitaron anteriormente, sino que la historia y el ritmo del juego siguen una pauta.
El manejo es sencillo, tiene un botón de ataque y para interactuar con el medio u otros personajes, otro para protegerse y otro para usar los objetos equipados; en el menú de inicio se da opción de elegir entre 2 modos de configuración.
Illusion of Time tiene sólo un modo de dificultad, como la mayoría de RPG. La función de guardar se encuentra en los 'Espacios Oscuros', localizados en cada nivel. En el 'Espacio Oscuro', Will se encuentra con Gaia, que le permite curarse y guardar el juego. Además, en este espacio es donde Will puede transformarse en otro personaje o conseguir nuevas habilidades. El juego sigue una estructura definida, basada en la alternancia entre ciudades, mazmorras "intermedias" (aquellas en la que se busca un objeto determinado que permita avanzar en la aventura)y mazmorras "decisivas" (aquellas en las que se trata de derrotar a un jefe final y descubrir una nueva pieza del rompecabezas principal)
Por último, en el juego también encontramos unas 'joyas rojas' coleccionables, que si se las damos al vendedor de joyas nos las cambiará por ciertos objetos. Es imprescindible explorar en profundidad cada zona y abrir todos los cofres de cada mazmorra para dar con ellas antes de abandonar cada localización puesto que no se podrá regresar posteriormente en muchos casos. Si se consigue el número total de joyas, el juego revelará un secreto.
Aunque el juego tiene algunos de los elementos propios de los RPG tales como las estadísticas de puntos de vida, defensa, ofensa, etc, la complejidad de la historia.. carece de otros como la posibilidad de equipar otras armas o armaduras, o la existencia de tiendas en las que poder comprar o vender objetos.

## Historia
Encarnando a un joven llamado Will, el cual tiene poderes telekinéticos extraños, nos embarcaremos en una aventura por conocer el misterio que encierra la Torre de Babel, y con él, averiguaremos la desaparición de su padre Olman. Y todo ello ambientado en un mundo mágico y bello, pero amenazado por la llegada de un cometa que traerá consigo la destrucción del planeta.
A lo largo del juego, Will va visitando diversos parajes místicos en los que deberá buscar las Estatuas Místicas para poder destruir el cometa. De manera que los lugares que visita son ruinas o construcciones de antiguas civilizaciones, como las Ruinas Incas, las Líneas de Nazca, Angkor Vat, la Gran Muralla China, el continente perdido de Mu, y las pirámides de Egipto. Cada uno de estos sitios contiene parte del rompecabezas que es finalmente concluido en la Torre de Babel.

## Personajes

### Protagonistas
- Will

Es el joven protagonista de la historia, vive en casa de sus abuelos Bill y Lola en un pequeño pueblo costero llamado South Cape. Se caracteriza por tener un gran espíritu aventurero y por no cuidar especialmente su imagen, motivo por el que se le dice en más de una ocasión que tiene un "aspecto lamentable". A diferencia de sus amigos y compañeros de colegio, Will tiene misteriosos poderes que le permiten atraer hacia sí ciertos objetos a distancia, le dotan de una especial intuición en juegos de azar y le permiten ver portales que conducen a los denominados "espacios oscuros", donde se puede comunicar con Gaia, el espíritu de la madre Tierra, entre otras cosas; una especie de sexto sentido que comienza a manifestarse tras regresar de una expedición a la Torre de Babel acompañando a su padre. En dicha expedición el padre de Will y el resto de exploradores desaparecieron sin dejar rastro salvo Will, que no recuerda nada de lo sucedido hasta su retorno. Posteriormente su padre se comunica telepáticamente con él, avisándole de la existencia de un cometa nefasto que pasa cerca de la Tierra cada 100 años causando grandes males; estando próxima su siguiente venida le encomienda emprender un viaje por el mundo en busca de ruinas antiguas que esconden la respuesta sobre cómo acabar definitivamente con ese cometa. Will lleva siempre consigo una flauta con la que puede interpretar ciertas canciones que producen efectos mágicos y con la que ataca a sus enemigos.
- Kara

Una joven princesa que se fuga del Castillo Edward y se une al grupo de Will y sus amigos en su viaje por el mundo, por no soportar la crueldad y despotismo con que su padre, el rey, gobierna sobre sus dominios. Debido a su carácter tiene algunos roces con el resto de compañeros de viaje, que la consideran mimada, caprichosa y mandona, sin embargo, con el tiempo todos le cogen aprecio al demostrar sensibilidad y gran empatía frente a los problemas de los demás. Tiene por mascota un cerdito llamado Hamlet que le acompaña a cualquier parte.
- Lance

Uno de los amigos de Will en South Cape, valiente e intrépido, no duda un segundo en acompañar a Will en cualquier aventura. Al igual que Will, también perdió a su padre en la misma expedición a la Torre de Babel.
- Eric

Otro de los amigos de Will en South Cape, suele mostrarse tímido y algo miedoso pero en momentos de necesidad no duda en ayudar a quien lo necesita aún arriesgando su propia persona. Su familia es la más adinerada de South Cape lo que suscita ciertas envidias en algunos de sus convecinos.
- Seth

Otro amigo de Will en South Cape, es considerado el intelectual del grupo, trata de comprender y explicar la naturaleza de los poderes de Will en todo momento. Sus padres discuten con frecuencia lo que le lleva a refugiarse a menudo en una cueva de la playa juntos a sus amigos.
- Lilly

Una misteriosa joven con la habilidad de convertirse en diente de león, lo que le permite volar con el viento, meterse en recovecos, etc. Proviene de un pueblo llamado Itory que se encuentra protegido por una barrera de magia que lo hace invisible a cualquiera no perteneciente al pueblo. Conoce a Will en la prisión del Castillo edward mientras éste intenta escapar de la misma, posteriormente se unirá al viaje en búsqueda de las ruinas antiguas por el mundo.
- Neil

Es el primo de Will, vive en una cabaña en un bosque cerca de la ciudad de Freejia. Es un inventor que tratará de ayudar a Will y sus amigos en su viaje con algunos de sus inventos.
- Freedan

Se llama a sí mismo el Caballero Oscuro, constituye una especie de alter ego de Will en el que se puede transformar al entrar en ciertos espacios oscuros. Va equipado con armadura y espada, lo que le hace más poderoso que Will, motivo por el cual será el encargado de hacer frente a la mayor parte de los jefes finales. También domina poderes de la misma naturaleza que los de Will.
- Shadow

Se denomina a sí mismo el último Guerrero Oscuro capaz de derrotar al Cometa del Caos. Su cuerpo está formado por material procedente de dicho cometa, tiene la habilidad de atacar dando a su brazo forma de látigo y la de licuarse, lo que le permite atravesar ciertos suelos. Constituye el otro alter ego de Will al que conocerá ya cerca del final de su aventura.
- El joyero

Es un personaje camaleónico que se encuentra en cualquier ciudad oculto bajo un disfraz que le hace parecer un autóctono más. Te ofrece ciertos objetos y mejoras a cambio de las joyas rojas que vayas encontrando a lo largo de la aventura en algunos cofres de las mazmorras, que te entreguen otros personajes o que encuentres al interactuar con ciertos elementos del escenario. Al encontrar 50 de dichas joyas rojas te revelará una mazmorra secreta y, al final de la misma podrás derrotar un jefe final opcional relacionado con el anterior juego de la saga, Soul Blazer.

### Antagonistas
- Rey Edward

- Reina Edwina

- El Chacal

Un mercenario sin escrúpulos contratado por el Rey Edward para seguir a Will y sus amigos, con el fin de descubrir y controlar la fuente de los poderes oscuros que Will domina.
- El Cometa del Caos

Es el principal antagonista del juego, que aparece simbólicamente en la constelación cygnus y en las líneas de nazca su ubicación es en el jardín del cielo además cygnus son todas las ruinas del mundo alineadas. a lo largo de la aventura se revelan datos sobre su origen y los efectos malignos que tiene su paso sobre los habitantes de la Tierra. Es descrito como un arma creada por los antiguos durante una cruenta guerra, que tiene el poder de transformar en monstruos a todos los seres que reciban su luz, pasa cerca de la Tierra cada 100 años. Will tratará de alcanzar la cima de la Torre de Babel para poder darle alcance.
Will y sus amigos se enfrentan a muchos enemigos en su camino para descubrir el secreto de la Torre de Babel, tanto los que protegen las pistas para el misterio y aquellos que buscan el poder por sí mismos. Una serie de poderosos demonios guarda los tesoros inestimables de civilizaciones perdidas, mientras que los humanos, pero el poder loca-King Edward y la Reina Edwina contrato Chacal, un asesino, a la cola de Will y Kara a través de sus viajes. Los padres de Neil son la fuerza impulsora detrás de la empresa Rolek, que es también la fuerza impulsora detrás de la trata de esclavos en el mundo. Más tarde se reveló que son sustituidos por otros miembros de la tribu de la Luna. La Tribu que se encuentran en numerosas ocasiones durante todo el viaje, siendo las sombras vivientes que perdieron sus formas corporales después de ser sometidos a la luz del cometa. Will se encuentra con otros notables incluyen Sam, un esclavo que le ayuda a dar vuelta de Lance de la memoria, y sus tutores adoptivos, Lola y Bill.

## Poderes Oscuros
Además del ataque básico, Will y Freedan podrán efectuar ciertos ataques especiales que serán aprendidos en los espacios oscuros de algunas mazmorras a lo largo de la aventura:

### Will
Will irá aprendiendo a utilizar poderes que le ayudarán en el resto de la aventura. Conseguirá estos poderes en los Espacios Oscuros de Gaia. Will puede aprender tres técnicas diferentes. Pero hasta que las aprenda, su única arma es la espada.
- Psicho Dash

Cargando energía unos segundos, Will realiza un ataque rápido capaz de derribar ciertos obstáculos tales como rocas, paredes fracturadas, etc necesario para avanzar en ciertos tramos de la aventura. Es aprendido en el Pueblo Itory.
- Psicho Slide

Mientras corre, Will puede deslizarse una corta distancia, lo que le permite atacar de forma múltiple y atravesar túneles estrechos, lo que también resulta necesario para avanzar en ciertos momentos. Es aprendido en la Isla de Mu.
- Spin dash

Will comienza a girar sobre sí mismo para a continuación lanzarse a gran velocidad, este movimiento sirve para atacar, poder ascender por ciertas rampas y atravesar algunos abismos. Esta técnica es aprendida en la Gran Muralla china.

### Freedan
También Freedan, el Caballero de la Oscuridad, tiene poderes síquicos que puede ampliar a lo largo de la aventura. Son tres, como los de Will, pero son algo más poderosos. Los irá aprendiendo poco a poco. Cuando hayáis aprendido todos los poderes de Will y Freedan, podréis elegir el que os sea más útil en cada situación.
- Fraile Oscuro

Cargando energía unos segundos, Freedan lanza una bola de fuego en línea recta que golpea todo lo que se cruce, es susceptible de mejora bien entregando un número determinado de joyas rojas al joyero o bien entrando en una tienda especial en la ciudad de Euro, pudiendo entonces dividirse en otras 2 bolas de fuego rotatorias presionando de nuevo el botón de ataque tras liberar la bola de fuego inicial. Es aprendido en la Mina de diamantes.
- Barrera

No es una técnica fundamental para completar la aventura, constituye una ayuda opcional cuando los enemigos rodean al personaje. Es aprendida en el bosque de setas del Monte Kress.
- Terremoto

Al saltar desde un sitio alto Freedan puede clavar la espada en el suelo causando un gran temblor de tierra capaz de paralizar a los enemigos circundantes durante un breve período de tiempo, y de hacer caer bloques que formen un puente sobre ciertos abismos, lo cual es necesario hacer en ciertos momentos de la aventura. Esta técnica es aprendida en el templo de Angkor Wat.

### La aventura
- La huida

La historia de Will y sus amigos empieza en una pequeña ciudad en el punto más meridional de la Tierra, tal como era entonces. La ciudad natal de Will, South Cape...
Cerca del Castillo de Edward, sobre un saliente rocoso que se adentra en el mar, se halla la ciudad de South Cape. Es un monumento de piedra que simboliza la victoria del ser humano sobre las fuerzas violentas del mar. Investigad bien toda la ciudad, porque en ella no sólo encontraréis las primeras tres Joyas, sino que además obtendréis información de sus habitantes. Cuando lo hayáis explorado todo, el centinela os abrirá las puertas de la ciudad.
- Castillo de Edward

La primera parada en vuestro viaje será el Castillo de Edward. Investigad todo lo que podáis y no dejéis pasar a ningún transeúnte sin pedirle información. De esta manera averiguaréis bastantes cosas. En el Castillo conoceréis a la Princesa Kara y a su mascota, el cerdo Hamlet. Ambos tienen prohibido salir del Castillo. La alegría de conocerlos se disipará rápidamente cuando seáis encerrados en el calabozo por el Rey.
- En el calabozo

Os han encerrado en una pequeña celda, que tiene una sola salida..., que está cerrada. Debéis tener paciencia. Al investigar a fondo la celda, tendréis una visión y se os revelará el sentido de vuestra Misión. Al rato aparecerá vuestro salvador: Hamlet. (Destruídles: después de haber sido liberados por Hamlet, recorréis el sótano del Castillo buscando una salida. Os toparéis con unos cuantos enemigos, que os atacarán inmediatamente. De esta manera podréis entrenaros en la lucha y conseguir experiencia para el futuro).

## Desarrollo y lanzamiento
Illusion of Gaia fue compuesto por Yasuhiro Kawasaki. A Moto Hagio, el influyente artista de manga, se le atribuye el diseño de los personajes. El novelista Mariko Ōhara trabajó en la historia.
El juego a menudo se considera una trilogía no oficial junto con otros dos juegos de Quintet, Soul Blazer (1992) y Terranigma (1995).
Fue lanzado para Super Nintendo Entertainment System, en Japón el 27 de noviembre de 1993 y en Norteamérica el 1 de septiembre de 1994. Desarrollado por Quintet, Enix publicó el juego en Japón, y Nintendo lo publicó en todo el mundo.
Una versión preliminar en inglés de Illusion of Gaia se filtró en la World Wide Web en forma de archivo ROM. Esta versión preliminar difería en presentación y traducción de la versión final en inglés. Por ejemplo, la versión prototipo contenía una pantalla de título diferente, basada en la pantalla de título original de la versión japonesa. La versión preliminar mostraba pequeños sprites de los personajes principales del juego corriendo sobre la superficie de un cometa. La versión final lanzada en los Estados Unidos vino con un folleto de instrucciones que contenía una imagen de una pantalla de título anterior, que aún contenía los pequeños sprites en la parte inferior; sin embargo, esta versión tenía el título correcto. En el prototipo filtrado, el título se presentaba como SoulBlazer: Illusion of GAIA.
Otra diferencia notable fue que muchos de los nombres japoneses originales estaban en la versión preliminar en inglés. Por ejemplo, el personaje "Will" se llamó "Tim", el personaje "Kara" se llamó "Karen" (una instancia de este nombre permaneció en la versión publicada), y así sucesivamente.
Parte del guion del prototipo en inglés era diferente de la versión final. Un ejemplo incluía que el personaje "Jeweler Gem" se presentara como más "siniestro".
Finalmente, Nintendo no figuraba en los créditos del título de la versión preliminar. Se supone que el prototipo se desarrolló antes de que Nintendo of America decidiera publicar y comercializar el juego en los Estados Unidos. Cuando Nintendo decidió ser el editor de los Estados Unidos, se cambió el título y se rediseñó específicamente un logotipo para parecerse al logotipo de la popular franquicia de juegos de Nintendo The Legend of Zelda.

## Diferencias de versión
De acuerdo con las políticas de censura de Nintendo of America en el momento de la publicación, se realizaron numerosos cambios en el juego para que ciertos elementos de la historia fueran menos oscuros. En particular, la tribu nativa encontrada cerca de Angkor Wat originalmente eran caníbales, y los restos óseos que yacían alrededor de la aldea eran los restos de sus propios miembros de la tribu, a quienes se habían comido para sobrevivir.
Las referencias religiosas fueron alteradas o eliminadas. Inicialmente, la escuela de Will fue impartida por un sacerdote y se llevó a cabo en una iglesia cristiana. El lanzamiento estadounidense simplemente identifica el edificio como una escuela y reemplaza una cruz con una estatua. En el lanzamiento japonés, hablar con el sacerdote haría que Will recitara una oración. En el lanzamiento estadounidense, el maestro guía a Will a recitar un poema. Un error de traducción en una secuencia cerca de la mitad del juego sugiere que la conciencia de Seth ha sido absorbida por la de un monstruo marino llamado "Riverson". La versión japonesa dice que se ha transformado en un "Leviatán". También se eliminó una línea del clímax del juego, en la que Will y Kara comentan, al ver la Tierra desde el espacio exterior, que así es como se debe sentir ser Dios.
Un cambio notable en el juego en sí es que los lanzamientos japoneses y estadounidenses presentan un jefe diferente en Sky Garden. En la versión japonesa, el jefe es simplemente un pájaro gigante. En el lanzamiento estadounidense, el jefe es una estatua babilónica alada con garras.
Se sugiere que el jefe estadounidense podría ser la visión inicial de los creadores, y relacionado con la idea de que el Sky Garden fue una vez los Jardines Colgantes de Babilonia. Los desarrolladores usaron el puerto del juego para "limpiar" al jefe, porque no estaban satisfechos con el híbrido pájaro-serpiente usado en el lanzamiento original.
En Europa, el juego fue lanzado como Illusion of Time en inglés, alemán, francés y español. De estos, solo la versión francesa hizo cambios significativos, agregando referencias a personas o mitos existentes, como Edgar Degas, Franz Kafka, Chrysaor y Nosferatu.

### Mercancía
Nintendo lanzó un paquete en los Estados Unidos que, mientras duraron las existencias, incluía una camiseta de "talla única" que mostraba el logotipo, Freedan y Shadow. Como título publicado por Nintendo en los Estados Unidos, el juego recibió una atención especial en la revista Nintendo Power y se vendió mercancía adicional en el catálogo "Super Power Supplies" para suscriptores.

## Recepción
Quintet informó que Illusion of Gaia vendió 650,000 cartuchos vendidos en todo el mundo, incluidas 200,000 copias en Japón, 300,000 copias en América del Norte y 150,000 copias en Europa. En comparación, Soul Blazer había vendido 295,000 cartuchos en todo el mundo.
GamePro elogió los elementos de resolución de acertijos del juego, los gráficos con muchos efectos, la banda sonora ecléctica y la suave pendiente de dificultad. Agregaron que "el juego, sin embargo, ha sacrificado el tema central que le dio al Soulblazer original [sic] (y al ActRaiser anterior) un claro sentido de dirección y propósito: una impresión de que tus buenas obras tienen un impacto continuo en el mundo del juego. Por otro lado, Illusion of Gaia disfruta de una sensación de mundanalidad que Soulblazer [sic] no tenía. ... nunca se sabe bien lo que vendrá después, y eso es lo mejor que se puede decir sobre un juego de rol".

### Elogios
Illusion of Gaia fue calificado como la 186.º mejor juego creado en un sistema Nintendo en la lista de Nintendo Power de los 200 mejores juegos en 2006. En 2018, Complex clasificó a Illusion of Gaia en el puesto 86 en sus "Los mejores juegos de Super Nintendo de todos los tiempos". En 1995, Total! clasificó el juego en el puesto 41 en su Top 100 de juegos de SNES escribiendo: "Los gráficos son impresionantes y la búsqueda es enorme, el ritmo del juego podría haber sido un poco mejor. Sin embargo, la jugabilidad es excelente. muesca cuando se pone en marcha ". IGN clasificó Illusion of Gaia en 74 en sus "100 mejores juegos de SNES de todos los tiempos".